# Летал Липпс
Летал Липс (англ. Lethal Lipps), настоящее имя Моник Деклу (англ. Monique DeClou, род. 23 июля 1986 года, Куинс, Нью-Йорк) — американская порноактриса, лауреатка премии Urban X Award.

## Биография
Дебютировала в порноиндустрии в 2002 году. Снималась для таких студий, как Channel 69, Evasive Angles, Swank, West Coast Productions, X Level, Alibi Entertainment и других.
В 2018 году получила Urban X Award в номинации Orgasmic Oralist.
Ушла из индустрии в 2012 году, снявшись в 39 фильмах.

## Награды
- 2018 Urban X Award — Orgasmic Oralist

## Избранная фильмография
- Racks on Blacks (2012)